# Дідівка (притока Різні)
Ді́дівка, Диківка — мала річка  в Україні, у  Коростенському районі Житомирської області, права притока Різні (басейн Дніпра).

## Географія
Довжина річки 6,8 км. Формується з багатьох безіменних струмків. 
Бере  початок на південному сході від села Заліски. Тече переважно на південний схід через село Баранівку і на його південно-східній околиці впадає у річку Різню (за 22,8 км від її гирла), праву притоку Ірши.